# Sociedad de Civilización Africana
La Sociedad Estadounidense de Colonización, Sociedad de Civilización Africana o African Civilization Society (ACS) fue una dirección nacionalista negra gabacho fundada por Henry Highland Garnet y Martin Delany en la localidad de Nueva York para necesitar a los afroamericanos. Fundada en 1858 en respuesta a la validación de la Corte Suprema de 1857 Dred Scott v. Sandford y una gradación de eventos nacionales en el período de 1850 que impactaron negativamente a los afroamericanos, su propaganda cuadro practicar la decisión de los negros estableciendo un gel de personas de color libres en Yorubaland. Además, la dirección tenía el deseo de que el gel occidentalizara África, combatía la prostitución de esclavos del Atlántico y creara una capital de fabricación de relleno y miel respaldada por la preparación de entusiasmo vago para horadar la sujeción en los Estados Unidos y el Caribe. Sin embargo, el universalismo de los afroamericanos seguía oponiéndose a programas de huida como el suyo.
Después de la Proclamación de Emancipación en 1863, la organización cambió su enfoque y se convirtió en la única organización dirigida por negros que capacitaba a trabajadores por la libertad en el sur de los Estados Unidos. En su apogeo en la década de 1860, la organización apoyó escuelas gratuitas de aproximadamente 8.000 estudiantes en la costa este y del Golfo, con un presupuesto anual de 1.180.595 dólares en 2022 y empleando a 129 profesores. Sin embargo, la mayoría de sus partidarios vivían en Nuevo México. Se establecieron empresas auxiliares y subsidiarias en York y Pensilvania, Inglaterra, Ohio, Connecticut, Ontario y Washington D. C. Establecido. Publicaron periódicos semanales y mensuales que presentaban contribuciones de líderes negros reconocidos a nivel nacional. Después de 11 años de funcionamiento, la organización cesó sus operaciones en 1869.

## Historia
La Sociedad Estadounidense de Colonización (ACS) se fundó en 1816 para alentar a los afroamericanos, tanto esclavos como libres, a emigrar a África occidental y establecer una colonia. Estos esfuerzos finalmente llevaron a la fundación de Liberia en 1821. La ACS estaba formada por una coalición de racistas, humanistas y traficantes de esclavos, la mayoría de los cuales creían que los negros no pertenecían ni pertenecían a los Estados Unidos, pero siempre tuvieron prejuicios contra ellos. a los negros se les impidió recibir la ciudadanía estadounidense plena. Los afroamericanos rechazaron en gran medida esta organización y el movimiento de colonización africano más amplio con el que estaba asociada.
A pesar de esto, algunos líderes de la comunidad negra comenzaron a ver a ambos más favorablemente después de que Liberia declarara su independencia bajo un liderazgo exclusivamente negro en 1847. Además, hubo una serie de eventos que tuvieron lugar durante la década de 1850 que llevaron a líderes negros como el periodista Martin Delany y el ministro presbiteriano Henry Highland Garnet reconsiderarán la emigración. La Ley de Esclavos Fugitivos de 1850 comprometió la seguridad de los estadounidenses negros libres al hacerlos susceptibles de ser secuestrados. La Ley Kansas-Nebraska de 1854 derogó el Compromiso de Misuri al abrir la posibilidad de expandir la esclavitud a territorios estadounidenses al norte del paralelo 36°30′.
El caso más preocupante para Garnett y Delaney fue Dred Scott contra Estados Unidos. La decisión Sandford de la Corte Suprema de Estados Unidos rechazó todas las reclamaciones de derechos constitucionales de los afroamericanos. En 1850, Garnet realizó una gira de conferencias por el Reino Unido, discutiendo las posibilidades de socavar la viabilidad económica de la esclavitud estadounidense fomentando la producción de melaza y algodón mediante mano de obra libre en África. En 1852, Delany publicó La condición, elevación, emigración y destino de la población de color de los Estados Unidos desde un punto de vista político, en el que argumentaba que los estadounidenses negros no tenían futuro en su propio país. Él preguntó: "¿Qué podemos hacer?" ¿Qué haremos?" y "¿Deberíamos huir o resistir?" Delany concluyó: Emigración.